# Dítě

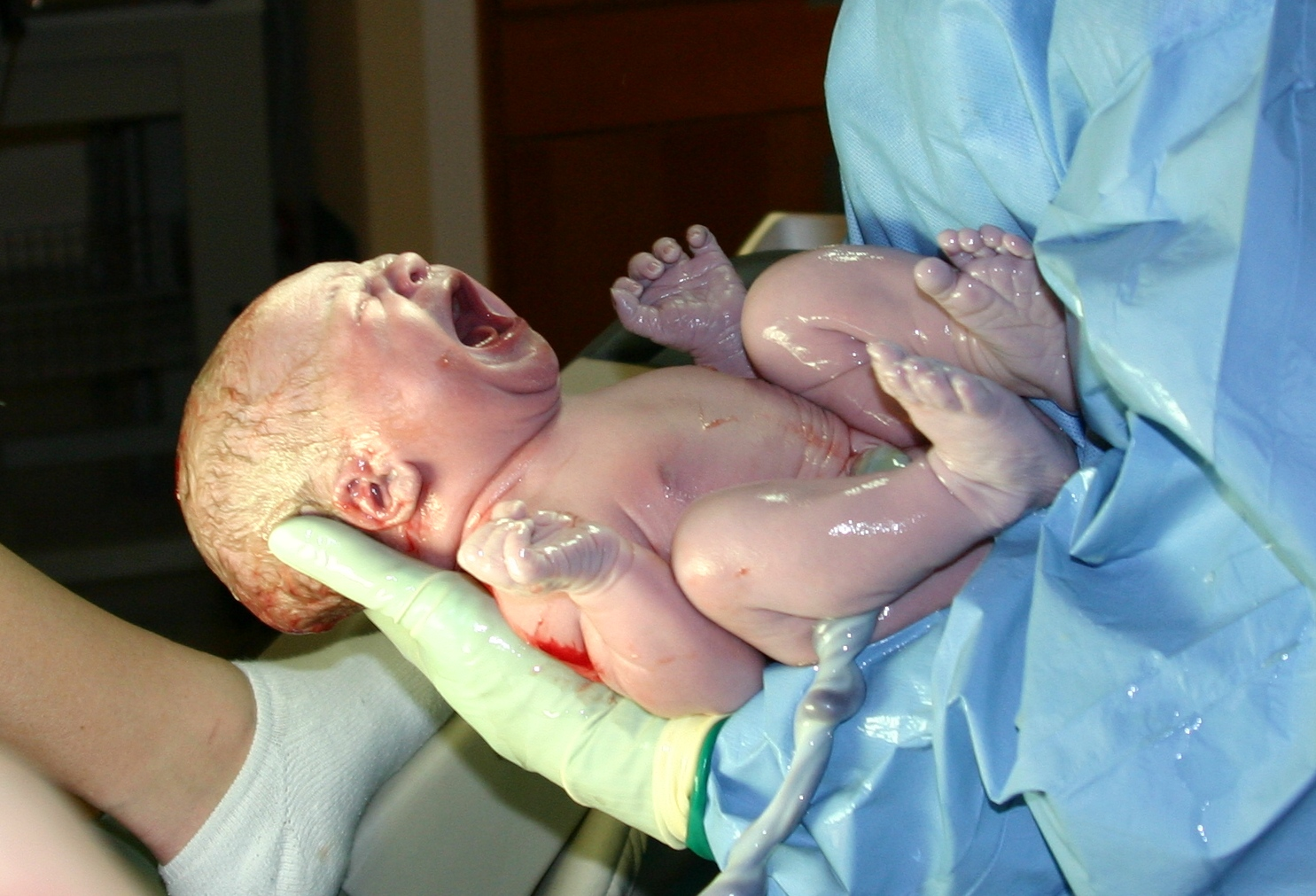
Novorozenec

Dítě je člověk v prvním období svého života; o tomto významu slova dítě pojednává následující text.
Období dětství není obecně ostře ohraničeno. V některých kontextech se za počátek dětství považuje narození, v jiných kontextech se za dítě (nenarozené dítě) považuje i plod. V některých kontextech je konec dětství ztotožňován s dosažením dospělosti, v jiných kontextech se fáze dospívání (adolescence, mladistvý věk atd.) nebo její část k dětství již nepočítá.

## Období dětství

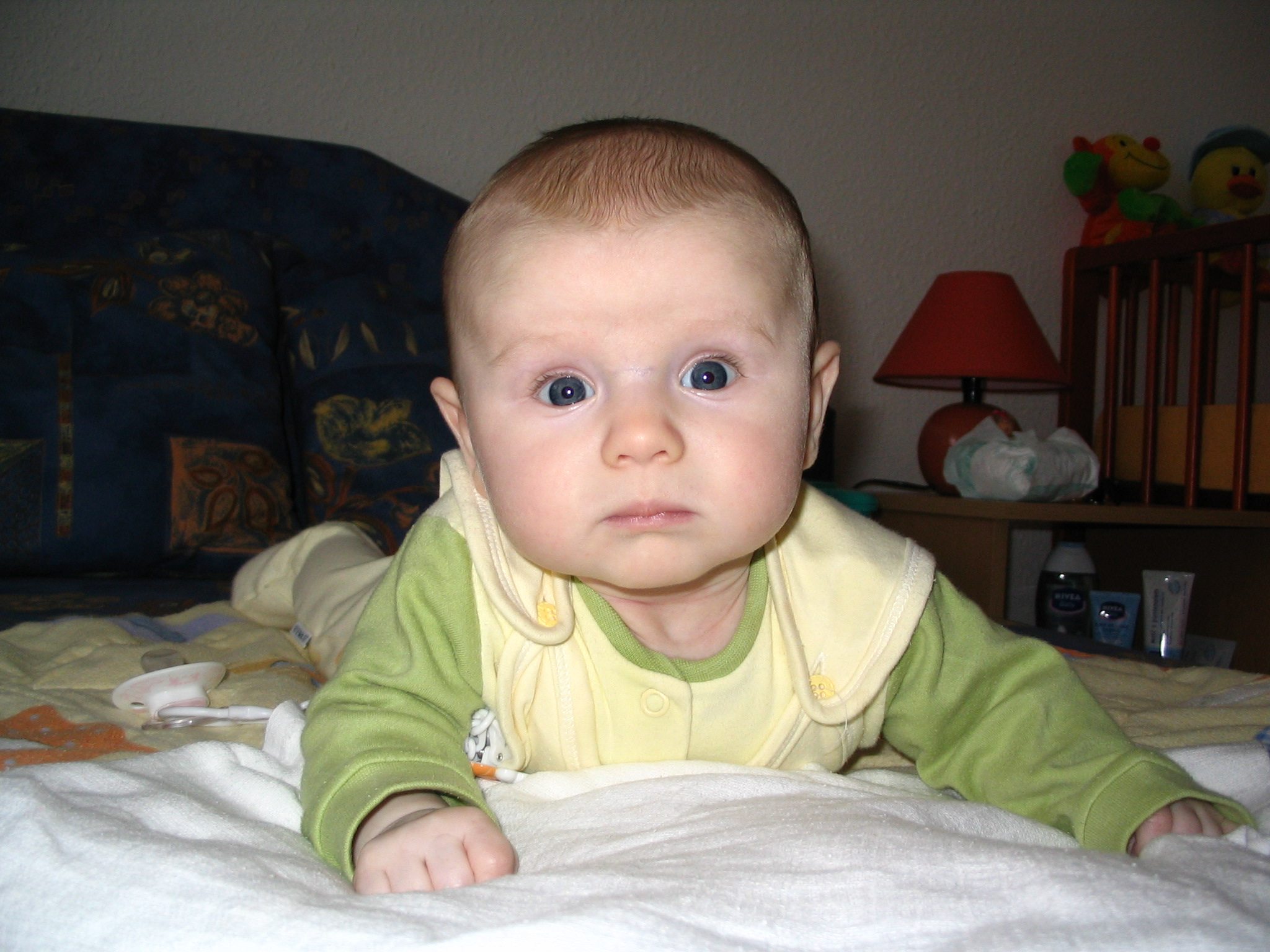
Kojenec v 6. měsíci věku

Různí autoři používají různé způsoby členění dětství. Jedním z nich[zdroj?] je například toto:
- Novorozenec (0–6 týdnů) – cestou z dělohy na svět se v těle dítěte připravují velké změny, které mu umožní přežít. Novorozeně, které bylo doposud v teplém, tekutém prostředí s automatickým přísunem živin a kyslíku, se musí přizpůsobit vnějšímu světu bez opory, dýchat vzduch a upoutat okolí na tolik, aby si zajistilo jeho láskyplnou péči se vším co potřebuje.
- Kojenec (6 týdnů až 1,5 roku, někdy se uvádí horní hranice 1 rok věku)
- Batole (1,5 roku až 2,5 roku)
- Předškolní věk (3 roky až 6 let)
- Dětský školní věk (6–12 let)
- Puberta (13–17 let)
- Dospívání (18–25 let)

## Právní vymezení

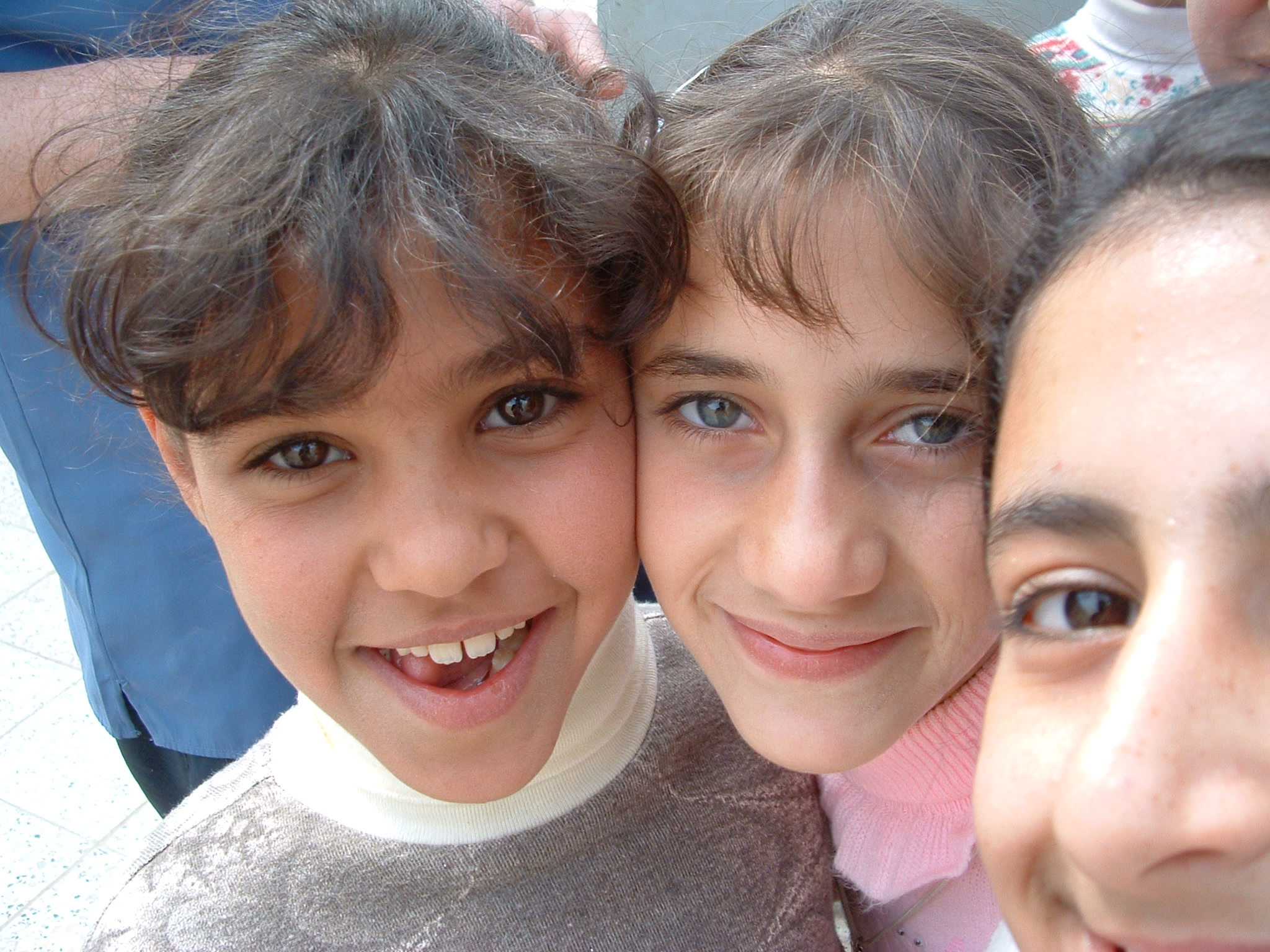
Irácké dívky

V právu, zejména občanském a rodinném, se termín dítě používá především pro označení celoživotního příbuzenského poměru vůči rodičům; pro věkové vymezení se používají vymezení vycházející z definice zletilosti nebo konkrétní věkové vymezení, například sousloví „nezletilé dítě“, popřípadě nezletilý, nezletilá osoba, mladistvý, osoba mladší 18 let, osoba mladší 15 let atd. V trestním právu se dítětem rozumí osoba mladší osmnácti let.
V mezinárodních úmluvách k ochraně speciálních práv dětí (např. Úmluva práv dítěte, úmluvy regulující dětskou práci nebo dětskou pornografii atd.) i v některých navazujících vnitrostátních předpisech se však mnohdy termín dítě používá k věkovému vymezení, zpravidla osob do dovršení 18 let věku.